# Ісаково (селище, Дмитровський міський округ)
Іса́ково (рос. Исаково) — селище (колишній присілок) у складі Дмитровського міського округу Московської області, Росія.

## Населення
Населення — 39 осіб (2010; 16 у 2002).
Національний склад (станом на 2002 рік):
- росіяни — 44 %